# Кибонге, Мафу
Джозеф Кибонге Мафу (фр. Joseph Kibonge Mafu; 12 февраля 1945, Бельгийское Конго) — заирский футболист, полузащитник.

## Биография
С 1965 года по 1974 год играл за заирский клуб «Вита» из города Киншаса. В 1971 и 1973 году он был одним из претендентов на награду футболист года в Африке. В 1973 году стал победителем Африканского Кубка чемпионов.
Выступал за национальную сборную Заира. Участник четырёх Кубков африканских наций (1965, 1968, 1970 и 1974). Вместе со сборной дважды становился победителем КАФ в 1968 в Эфиопии и 1974 в Египте.
В квалификации на чемпионат мира 1974 Мафу Кибонге провёл 4 матча. В 1974 году главный тренер Заира Благоя Видинич вызвал Мафу на чемпионат мира, который проходил в ФРГ и стал первым мундиалем для Заира в истории. Кибонге был заявлен под 15 номером. В своей группе команда заняла последнее 4 место, уступив Шотландии, Бразилии и Югославии. Мафу на турнире провёл всего 2 матч.
Всего за сборную Заира провёл 10 матчей.

## Достижения
- Победитель Кубка африканских наций (2): 1968, 1974
- Победитель Африканского Кубка чемпионов (1): 1973